# Tritoniopsis

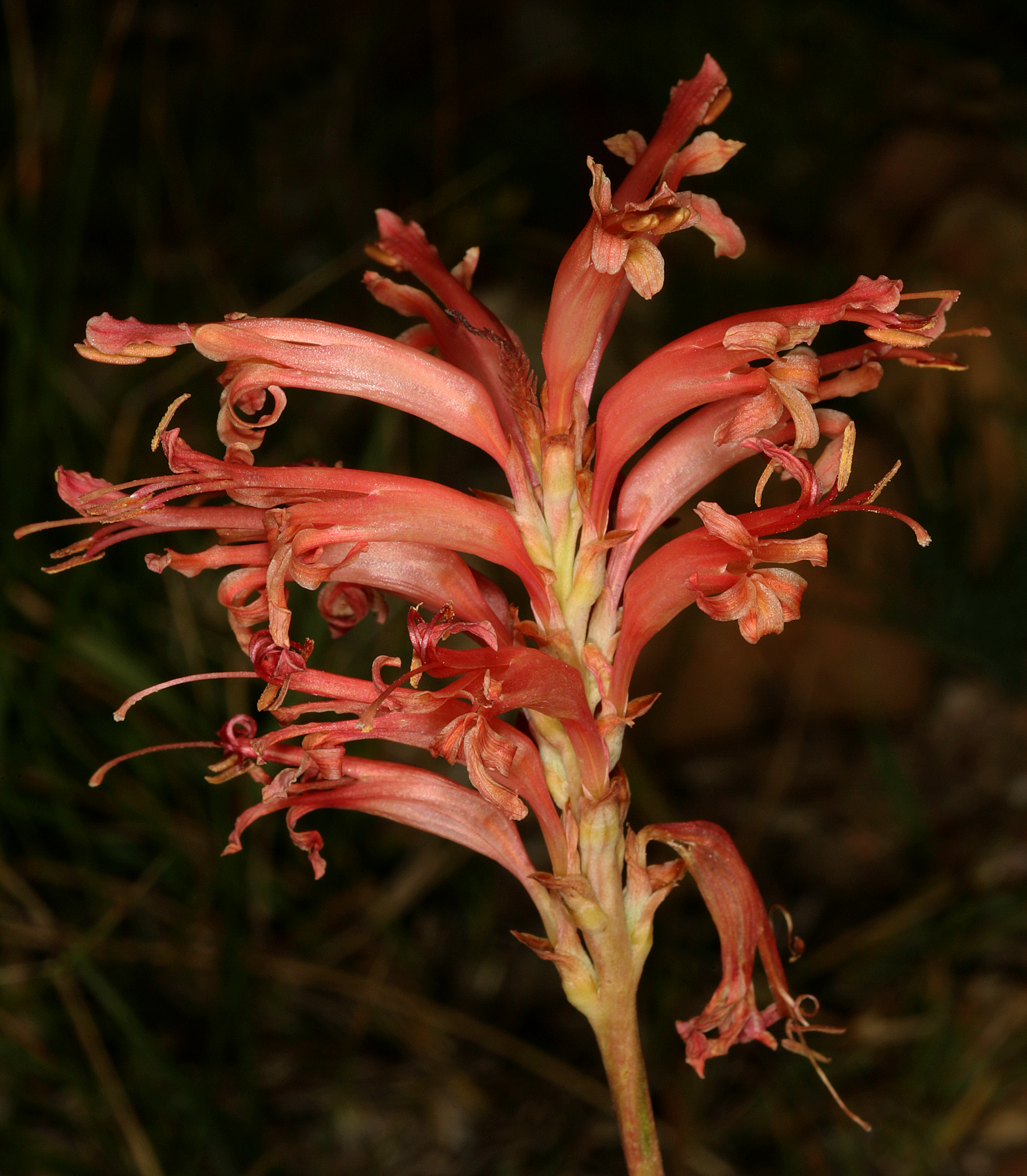
Tritoniopsis antholyza

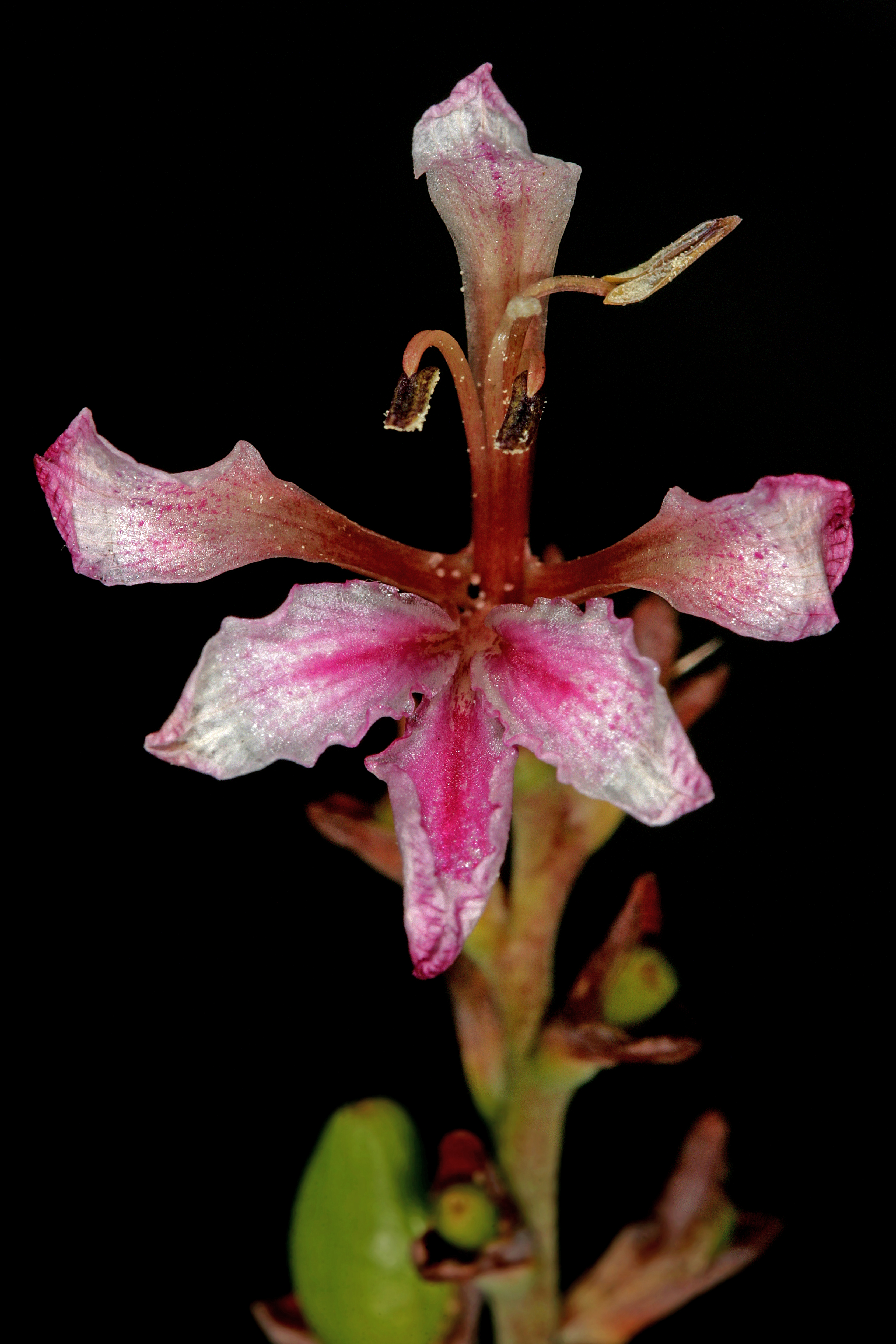
Tritoniopsis dodii

Tritoniopsis – rodzaj roślin należący do rodziny kosaćcowatych (Iridaceae). Obejmuje 23 gatunki. Wszystkie rośliny są endemitami niewielkiego florystycznego Państwa Przylądkowego (Prowincja Przylądkowa Zachodnia w Afryce Południowej), z jednym gatunkiem o szerszym zasięgu sięgającym East London w Prowincji Przylądkowej Wschodniej. Rośliny te zasiedlają gleby powstające z piaskowców w formacji fynbos, często w miejscach skalistych. Kwitną latem, gdy liście obumierają, przy czym często kwitnienie jest inicjowane przez pożary.

## Morfologia
PokrójTęgie byliny z głęboko w gruncie osadzonymi bulwocebulami okrytymi włóknisto poszarpanymi łuskami. Pędy kwiatostanowe osiągają u różnych gatunków od 40 do 100 cm wysokości.
LiścieDwurzędowe, płaskie i sztywne, bez wiązki centralnej, z dwiema lub większą liczbą wiązek przewodzących.
KwiatyZebrane w kłosokształtne, spiralne dwurzędki. Wsparte są dwoma skórzastymi przysadkami, z zewnętrzną krótszą od wewnętrznej. Okwiat efektowny, barwny (najczęściej różowy do fioletowego i czerwonego, rzadziej biały, żółty, brązowy lub kremowy). Sześć listków okwiatu zrośniętych jest się w krótszą lub dłuższą rurkę, na końcu dwuwargową (grzbiecistą). Pręciki trzy wygięte wzdłuż górnego listka okwiatu. Zalążnia jest dolna, trójkomorowa. Szyjka słupka pojedyncza, ale rozgałęzia się na trzy krótkie ramiona.
OwoceTrójkomorowe, okazałe, skórzaste torebki zawierające kanciaste nasiona, często oskrzydlone.

## Systematyka
Rodzaj z plemienia Tritoniopsideae, z podrodziny Crocoideae z rodziny kosaćcowatych (Iridaceae).
Wykaz gatunków
- Tritoniopsis antholyza (Poir.) Goldblatt
- Tritoniopsis bicolor J.C.Manning & Goldblatt
- Tritoniopsis burchellii (N.E.Br.) Goldblatt
- Tritoniopsis caledonensis (R.C.Foster) G.J.Lewis
- Tritoniopsis dodii (G.J.Lewis) G.J.Lewis
- Tritoniopsis elongata (L.Bolus) G.J.Lewis
- Tritoniopsis flava J.C.Manning & Goldblatt
- Tritoniopsis flexuosa (L.f.) G.J.Lewis
- Tritoniopsis intermedia (Baker) Goldblatt
- Tritoniopsis lata (L.Bolus) G.J.Lewis1
- Tritoniopsis latifolia G.J.Lewis
- Tritoniopsis lesliei L.Bolus
- Tritoniopsis nemorosa (E.Mey. ex Klatt) G.J.Lewis
- Tritoniopsis nervosa (Baker) G.J.Lewis
- Tritoniopsis parviflora (Jacq.) G.J.Lewis1
- Tritoniopsis pulchella G.J.Lewis
- Tritoniopsis pulchra (Baker) Goldblatt
- Tritoniopsis ramosa (Klatt) G.J.Lewis1
- Tritoniopsis revoluta (Burm.f.) Goldblatt
- Tritoniopsis toximontana J.C.Manning & Goldblatt
- Tritoniopsis triticea (Burm.f.) Goldblatt
- Tritoniopsis unguicularis (Lam.) G.J.Lewis
- Tritoniopsis williamsiana Goldblatt